# Koshu Maru
„Koshu Maru” – japoński statek towarowy, oddany do służby w 1937 roku.
Początkowo nosił nazwę „Teishu Maru”. Był własnością linii żeglugowych Chosen Yusen Kabushiki Kaisha. W czasie wojny na Pacyfiku został zarekwirowany przez Cesarską Armię Japońską z przeznaczeniem do transportu wojska. 4 sierpnia 1944 roku został zatopiony w Cieśninie Makasarskiej przez amerykański okręt podwodny USS „Ray”. Statek przewoził wtedy ponad 2 tys. pasażerów, w tym 1513 robotników przymusowych z Jawy. Zginęło 1540 pasażerów i członków załogi, w tym 1239 Rōmusha.
„Koshu Maru” jest zaliczany do grona tzw. piekielnych statków.

## Dane techniczne
„Koshu Maru” był statkiem towarowym o długości 89,91 metrów, szerokości 13,71 metrów i zanurzeniu 7,22 metrów. Jego pojemność wynosiła 2612 BRT .
Był wyposażony w jedną śrubę. Napęd zapewniała niskociśnieniowa turbina o mocy 223 NHP (według innych źródeł – 107 NHP) . Osiągał prędkość 13,6 węzłów .

## Historia

### Przebieg służby
Budowę statku rozpoczęto w 1936 roku w stoczni w Inczon w Generalnym Gubernatorstwie Korei, należącej do japońskiego przedsiębiorstwa Uraga Senkyo Kabushiki Kaisha. Wodowanie miało miejsce 25 sierpnia 1937 roku; wtedy też jednostce nadano nazwę „Teishu Maru”. Do służby weszła 30 listopada tegoż roku .
Statek był własnością linii Chosen Yusen Kabushiki Kaisha. W 1941 roku jego nazwę zmieniono na „Koshu Maru” .
W październiku 1943 roku, w czasie wojny na Pacyfiku, został zarekwirowany przez Cesarską Armię Japońską i przystosowany do transportu żołnierzy .

### Zatopienie
29 lipca 1944 roku w porcie w Batawii na „Koshu Maru” zaokrętowano 1513 robotników przymusowych (Rōmusha) pochodzących z Jawy. Mieli oni zostać zabrani do Makasaru na Celebesie, gdzie Japończycy zamierzali ich zatrudnić do pracy przy remoncie tamtejszego lotniska wojskowego. Obok Rōmusha statek zabrał jeszcze 540 japońskich pasażerów oraz zaopatrzenie dla bazy lotniczej.
Jeszcze tego samego dnia „Koshu Maru” wypłynął z portu. Towarzyszyły mu statek „Shinai Maru”, pomocniczy trałowiec „Keinan Maru” oraz stawiacz sieci „Hayabusa Maru”. 2 sierpnia niewielki konwój wpłynął do portu Kota Baru na wyspie Laut, skąd wznowił rejs następnego dnia. W zastępstwie „Hayabusy Maru”, który odłączył się od konwoju, do eskorty dołączył torpedowiec „Kisasagi”.
4 sierpnia przed świtem, gdy konwój znajdował się u południowego wejścia do Cieśniny Makasarskiej, wykrył go okręt podwodny USS „Ray”. Około godziny 4:25 amerykańska jednostka wystrzeliła cztery torpedy, z których trzy trafiły „Koshu Maru”. Jedna trafiła bezpośrednio w maszynownię na śródokręciu, dwie pozostałe w przednią część ładownii nr 3. Statek zatonął w ciągu dwóch minut . Spoczął na dnie na pozycji 4°05′S 117°40′E/-4,083333 117,666667 .
Wraz ze statkiem zginęło 28 członków załogi, 273 japońskich pasażerów oraz 1239 Rōmusha.

## Pamięć
„Koshu Maru” jest zaliczany do grona japońskich „piekielnych statków” (ang. Hellships).
„Koshu Maru” jest jednym z „piekielnych statków”, które upamiętniono w obrębie tzw. Japanese Prison Ships Memorial Garden znajdującego się na terenie National Memorial Arboretum w brytyjskim Alrewas.